# Cristian Dulca
Cristian Alexandru Dulca (ur. 25 października 1972 w Klużu-Napoce) – piłkarz rumuński grający na pozycji środkowego lub prawego obrońcy.

## Kariera klubowa
Piłkarską karierę Dulca rozpoczął w rodzinnym mieście Kluż-Napoka w tamtejszym klubie CFR Cluj. W latach 1992–1995 występował w jego barwach w drugiej lidze. Latem 1995 przeszedł do Glorii Bystrzyca i 19 sierpnia zadebiutował w wygranym 1:0 spotkaniu pierwszej ligi z Petrolulem Ploeszti. W Glorii spędził pół roku, a na początku 1996 został piłkarzem Rapidu Bukareszt. Wtedy też zajął z Rapidem 3. miejsce w lidze, a w 1998 roku wywalczył zarówno wicemistrzostwo Rumunii, jak i Puchar Rumunii. Natomiast w sezonie 1998/1999 jedyny raz został mistrzem kraju.
W 1999 roku Dulca wyjechał do Korei Południowej i do 2000 roku grał w tamtejszym Pohang Steelers, z którym nie osiągnął większych sukcesów w K-League. Latem 2000 wrócił do Rumunii i grał w Ceahlăul Piatra Neamț, a pół roku później spadł z Gaz Metan Mediaș do drugiej ligi. Następnie występował w Universitatei Cluj, a ostatnie półtora roku kariery spędził w węgierskim Kiszpeście-Budapest Honvéd FC. Karierę zakończył w 2003 roku w wieku 31 lat.

## Kariera reprezentacyjna
W reprezentacji Rumunii Dulca zadebiutował 19 listopada 1997 roku w zremisowanym 1:1 meczu z Hiszpanią. W 1998 roku został powołany przez Anghela Iordănescu do kadry na Mistrzostwa Świata we Francji, gdzie zagrał tylko w meczu z Tunezją, zremisowanym 1:1. To spotkanie było jego ostatnim w reprezentacji. W kadrze narodowej zagrał 6 razy.